# Фосторија (Мичиген)
Фосторија (енгл. Fostoria) насељено је место без административног статуса у америчкој савезној држави Мичиген.

## Демографија
По попису из 2010. године број становника је 694.
| Група             | 2000.    | 2010.       |
| Белци             | 0 (0,0%) | 669 (96,4%) |
| Афроамериканци    | 0 (0,0%) | 0 (0,0%)    |
| Азијати           | 0 (0,0%) | 1 (0,1%)    |
| Хиспаноамериканци | 0 (0,0%) | 5 (0,7%)    |
| Укупно            | 0        | 694         |